# Wellington United
El Wellington United es un equipo de fútbol de la ciudad de Wellington, Nueva Zelanda. Fue fundado en 1968 con el nombre de Wellington Diamond United tras la fusión del Diamond y el Zealandia/Wellington United y desde entonces sufrió varias fusiones con otros clubes de la capital neozelandesa hasta que en 1986 anexó al Wellington City, convirtiéndose finalmente en el Wellington United. Actualmente juega en la Central Premier League.
En 2004 formó parte del gran número de equipos de Wellington que apoyaron la formación del Team Wellington, franquicia participante de la Premiership de Nueva Zelanda. En 2015 se afilió con el Wellington Phoenix, participante de la A-League, para permitir a los jugadores de su equipo reserva tener tiempo de juego durante el invierno.

## Palmarés
- Liga Nacional de Nueva Zelanda (3): 1976, 1981 y 1985.
- NZFA Challenge Trophy (2): 1982 y 1986.